# Erronus montanus
Erronus montanus är en insektsart som beskrevs av Baker 1898. Erronus montanus ingår i släktet Erronus och familjen dvärgstritar. Inga underarter finns listade i Catalogue of Life.